# Entwicklungskonzept Oberes Moseltal
Das Entwicklungskonzept Oberes Moseltal (EOM) ist ein gemeinsamer Ansatz der Landesplanungsministerien Luxemburg, Rheinland-Pfalz und Saarland, um die Entwicklung des deutsch-luxemburgischen Grenzgebietes aus Sicht der Raumordnung zu optimieren. Ziel des EOM ist es, die durch die Grenze verursachten Hindernisse zu beseitigen und die grenzüberschreitenden funktionalen Verflechtungen zu stärken.

## Entstehung
Die Hauptstudie zum EOM wurde 2016 von den für die Landesplanung zuständigen Ministerien aus Luxemburg, Rheinland-Pfalz und Saarland auf den Weg gebracht. Nach einer erfolgreichen zweijährigen Pilotphase konnte das EOM-Regionalmanagement verstetigt werden. Das EOM ist als grenzüberschreitender funktionaler Raum im Rahmen des europäischen Kooperationsprogramm Interreg Großregion 2021–2027 anerkannt.

## Gebietskörperschaften
Das Projektgebiet des EOMs umfasst die folgenden Gebietskörperschaften:
| Rheinland-Pfalz                 | Rheinland-Pfalz              | Saarland                | Luxemburg           |
| Kreisfreie Stadt Trier          | Verbandsgemeinde Schweich:   | Landkreis Merzig-Wadern | Kanton Grevenmacher |
|                                 | Bekond                       | Merzig                  | Betzdorf            |
| Landkreis Trier-Saarburg        | Detzem                       | Mettlach                | Biwer               |
| Verbandsgemeinde Konz:          | Ensch                        | Perl                    | Flaxweiler          |
| Kanzem                          | Fell                         |                         | Grevenmacher        |
| Nittel                          | Föhren                       |                         | Manternach          |
| Oberbillig                      | Kenn                         |                         | Mertert             |
| Onsdorf                         | Klüsserath                   |                         | Wormeldange         |
| Pellingen                       | Köwerich                     |                         |                     |
| Tawern                          | Leiwen                       |                         | Kanton Remich       |
| Temmels                         | Longen                       |                         | Bous-Waldbredimus   |
| Wasserliesch                    | Longuich                     |                         | Dalheim             |
| Wawern                          | Mehring                      |                         | Lenningen           |
| Wiltingen                       | Naurath                      |                         | Mondorf-les-Bains   |
|                                 | Pölich                       |                         | Remich              |
| Verbandsgemeinde Ruwer:         | Riol                         |                         | Schengen            |
| Bonerath                        | Schleich                     |                         | Stadtbredimus       |
| Farschweiler                    | Schweich                     |                         |                     |
| Gusterath                       | Thörnich                     |                         |                     |
| Gutweiler                       | Trittenheim                  |                         |                     |
| Herl                            |                              |                         |                     |
| Hinzenburg                      | Verbandsgemeinde Trier-Land: |                         |                     |
| Holzerath                       | Aach                         |                         |                     |
| Kasel                           | Franzenheim                  |                         |                     |
| Korlingen                       | Hockweiler                   |                         |                     |
| Lorscheid                       | Igel                         |                         |                     |
| Mertesdorf                      | Kordel                       |                         |                     |
| Morscheid                       | Langsur                      |                         |                     |
| Ollmuth                         | Newel                        |                         |                     |
| Osburg                          | Ralingen                     |                         |                     |
| Pluwig                          | Trierweiler                  |                         |                     |
| Riveris                         | Welschbillig                 |                         |                     |
| Schöndorf                       | Zemmer                       |                         |                     |
| Sommerau                        |                              |                         |                     |
| Thomm                           | Landkreis Bitburg-Prüm       |                         |                     |
| Waldrach                        | Verbandsgemeinde Südeifel:   |                         |                     |
|                                 | Alsdorf                      |                         |                     |
| Verbandsgemeinde Saarburg-Kell: | Bollendorf                   |                         |                     |
| Ayl                             | Echternacherbrück            |                         |                     |
| Fisch                           | Eisenach                     |                         |                     |
| Freudenburg                     | Ernzen                       |                         |                     |
| Irsch                           | Ferschweiler                 |                         |                     |
| Kastel-Staadt                   | Gilzem                       |                         |                     |
| Kirf                            | Holsthum                     |                         |                     |
| Mannebach                       | Irrel                        |                         |                     |
| Merzkirchen                     | Kaschenbach                  |                         |                     |
| Ockfen                          | Menningen                    |                         |                     |
| Palzem                          | Minden                       |                         |                     |
| Schoden                         | Niederweis                   |                         |                     |
| Serrig                          | Peffingen                    |                         |                     |
| Taben-Rodt                      | Prümzurlay                   |                         |                     |
| Trassem                         | Schankweiler                 |                         |                     |
| Wincheringen                    | Wallendorf                   |                         |                     |

## Partner
| Das Ministerium des Innern und für Sport des Landes Rheinland-Pfalz                       |
| Das Ministerium für Inneres, Bauen und Sport des Saarlandes                               |
| Das Luxemburgische Ministerium für Energie und Raumentwicklung, Abteilung Raumentwicklung |
| LEADER Moselfranken                                                                       |
| LEADER Miselerland                                                                        |

Unterstützt und begleitet wird das EOM zudem durch:
| Die Planungsgesellschaft Region Trier                                                   |
| Die rheinlandpfälzische Struktur- und Genehmigungsdirektion Nord                        |
| Die LEADER Region Land zum Leben Merzig-Wadern e.V.                                     |
| Das rheinlandpfälzische Ministerium für Wirtschaft, Verkehr, Landwirtschaft und Weinbau |
| Das saarländische Ministerium für Umwelt, Klima, Mobilität, Agrar und Verbraucherschutz |
| Das luxemburgische Ministerium für Landwirtschaft, Weinbau und ländliche Entwicklung    |

## Aufgaben und Strategie
Das EOM verfolgt einen Mehr-Ebenen Ansatz und unterstützt grenzübergreifende Projekte, die zur Zielerfüllung des EOM-Leitbildes beitragen, insbesondere in folgenden Bereichen:
- Mobilität
- Daseinsvorsorge
- Siedlungs- und Gewerbeentwicklung, Raumordnung
- Kulturlandschaft, Naturschutz und Freiraumsicherung

## Organe und Verwaltung
Das EOM ist mit einem Regionalmanagement besetzt und übt seine Tätigkeit in Abstimmung mit dem EOM-Lenkungsausschuss, der sich aus den oben angeführten Partnern und Unterstützern zusammensetzt, und dem EOM-Begleitausschuss aus.